# Keepers of the Funk
Keepers of the Funk – drugi album amerykańskiej grupy muzycznej Lords of the Underground, wydany na początku listopada 1994, nakładem wytwórni Pendulum Records. 

## Lista utworów
1. "Intro" – 1:00
2. "Ready or Not" – 4:03
3. "Tic Toc" – 3:51
4. "Keepers of the Funk" (feat. George Clinton) – 4:18
5. "Steam from da Knot" – 3:07
6. "What I'm After" – 4:19
7. "Faith" – 4:02
8. "Neva Faded" (feat. Supreme C) – 5:16
9. "No Pain" (feat. Sah-B) – 3:53
10. "Frustrated" (feat. Sah-B) – 4:18
11. "Yes Y'All" – 4:17
12. "What U See" – 3:57
13. "Outro" – 1:28

## Użyte sample
- "Faith" 
  - Deniece Williams – "Free"
- "Frustrated" 
  - Donald Byrd – "Weasil"
- "Keepers of the Funk" 
  - Skull Snaps – "It's a New Day"
  - The Blackbyrds – "Rock Creek Park"
- "Neva Faded" 
  - James Brown – "Funky Drummer"
  - Bootsy's Rubber Band – "Bootzilla"
  - Doug E. Fresh & Slick Rick – "La Di Da Di"
  - Big Daddy Kane feat. Biz Markie – "Just Rhymin' With Biz"
- "No Pain" 
  - Les McCann – "Go on and Cry"
- "Tic Toc" 
  - Doug E. Fresh & Slick Rick – "La Di Da Di"
- "What I'm After" 
  - Skull Snaps – "It's a New Day"
  - Isaac Hayes – "A Few More Kisses to Go"
  - Redman – "Tonight's Da Night"